# Peter Geach
Peter Thomas Geach, född 29 mars 1916 i Chelsea, London, död 21 december 2013 i Cambridge, var en brittisk filosof. Han arbetade inom logik, metafysik, filosofihistoria och religionsfilosofi. Geach var katolik och hans filosofiska tänkande är influerat av thomism och analytisk filosofi. Han har bland annat försvarat en form av korrespondensteori för sanning. Han var gift med Elizabeth Anscombe, som också var en framstående filosof.